# Paulanerkirche (Wien)

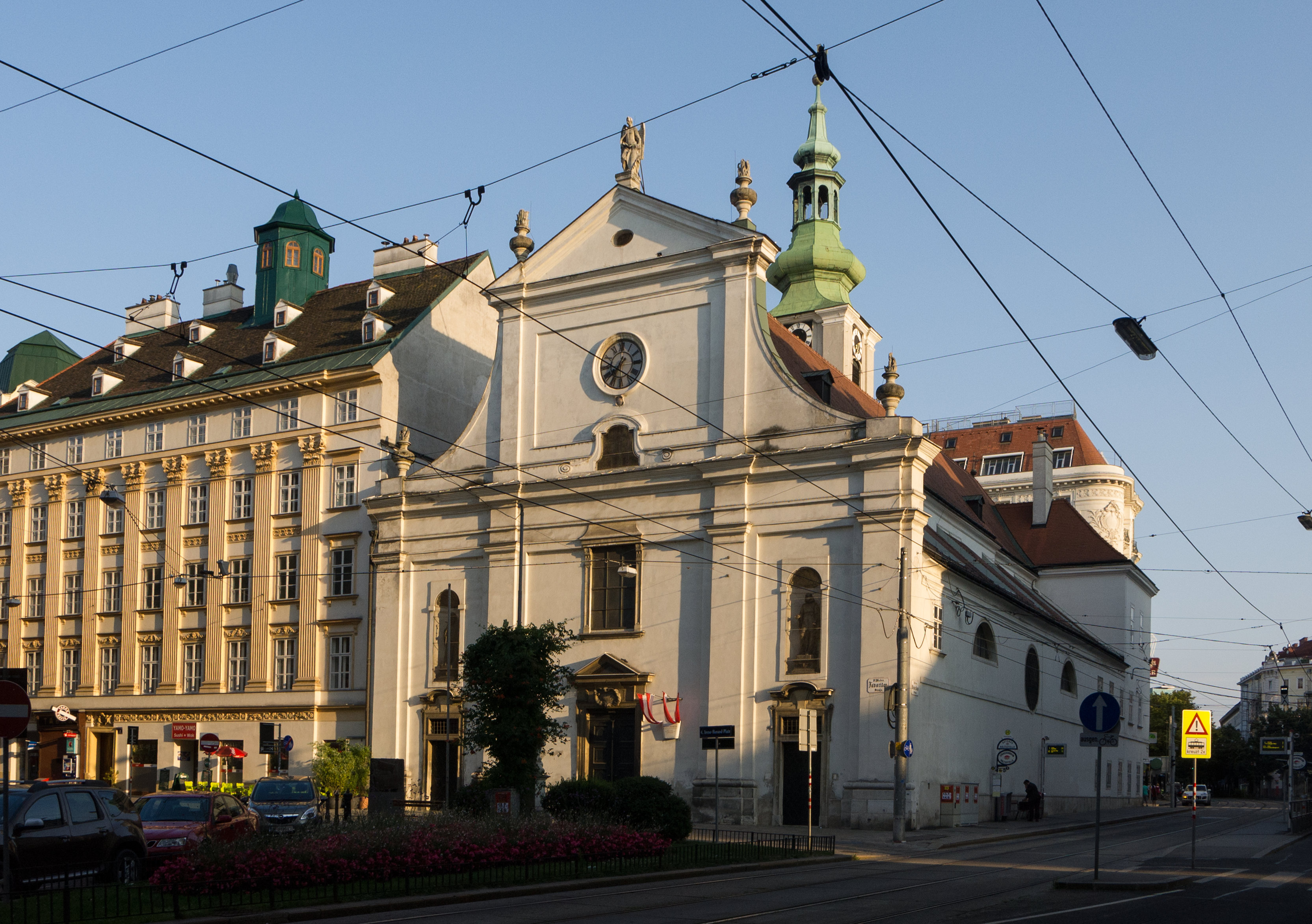
Paulanerkirche

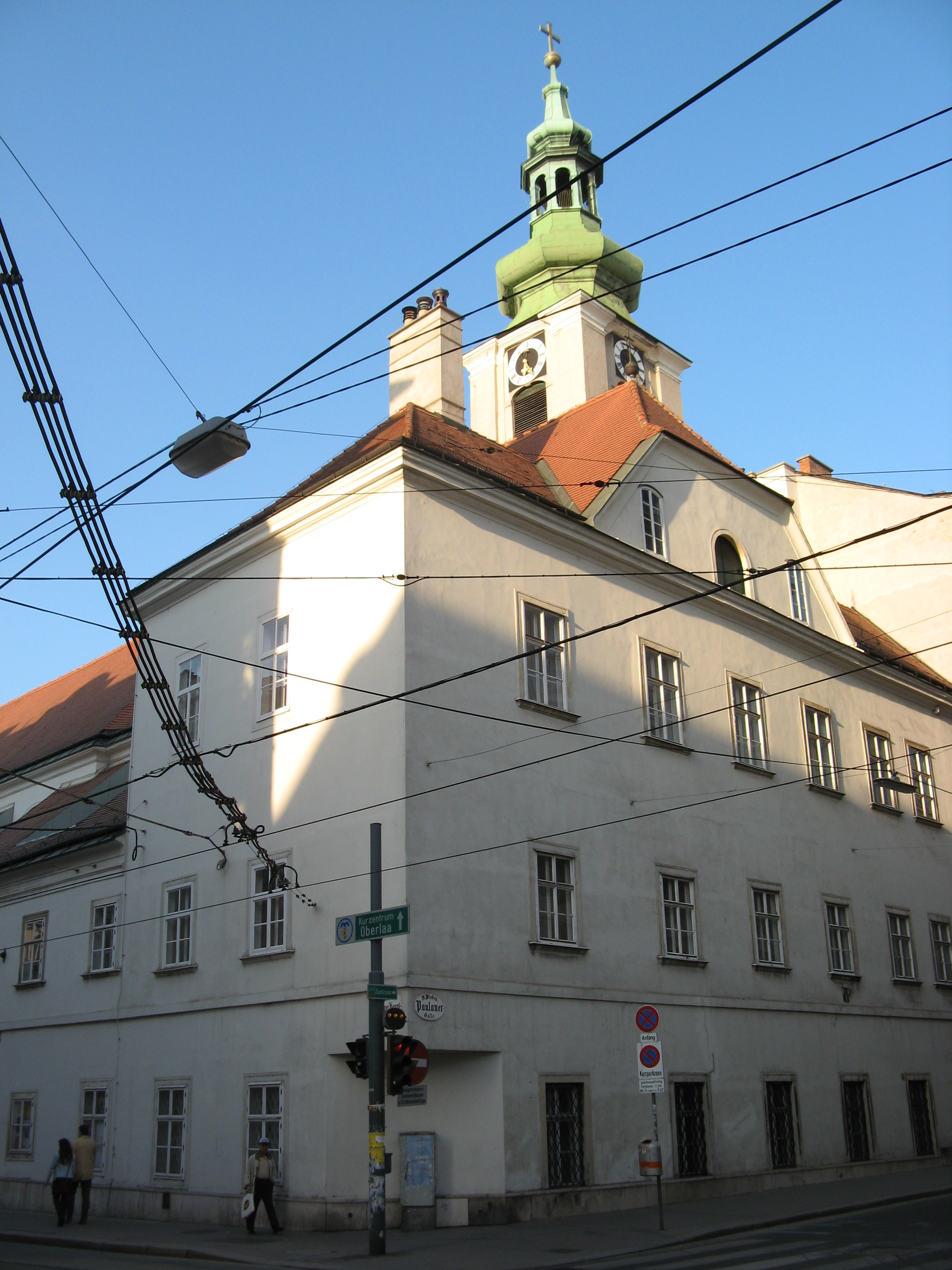
Südseite der Paulanerkirche mit Pfarrhof

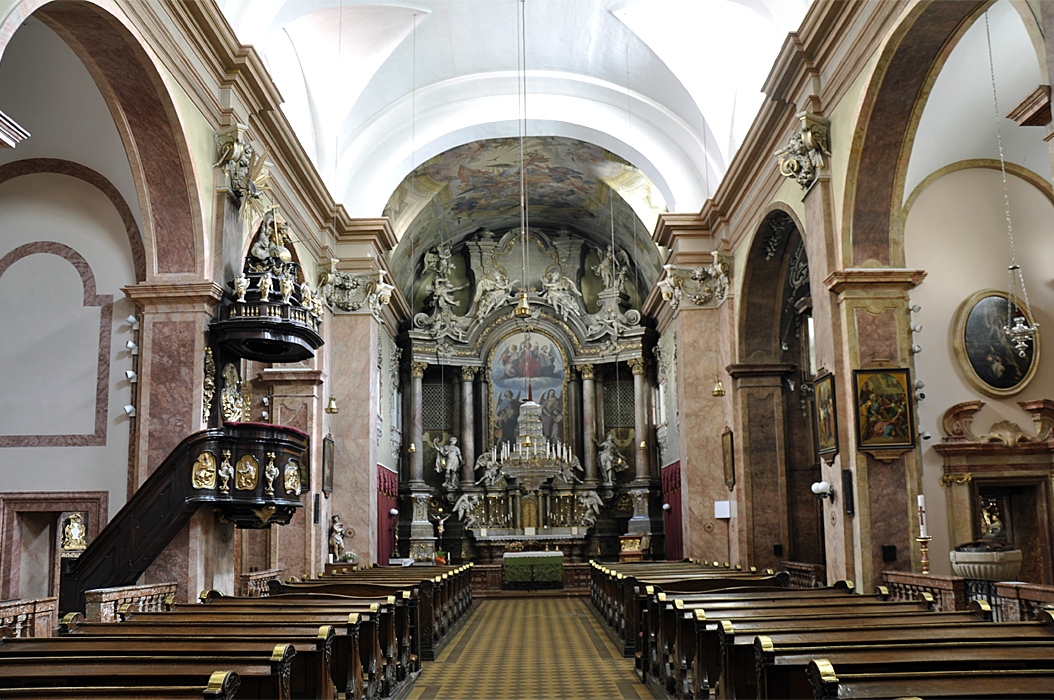
Innenansicht

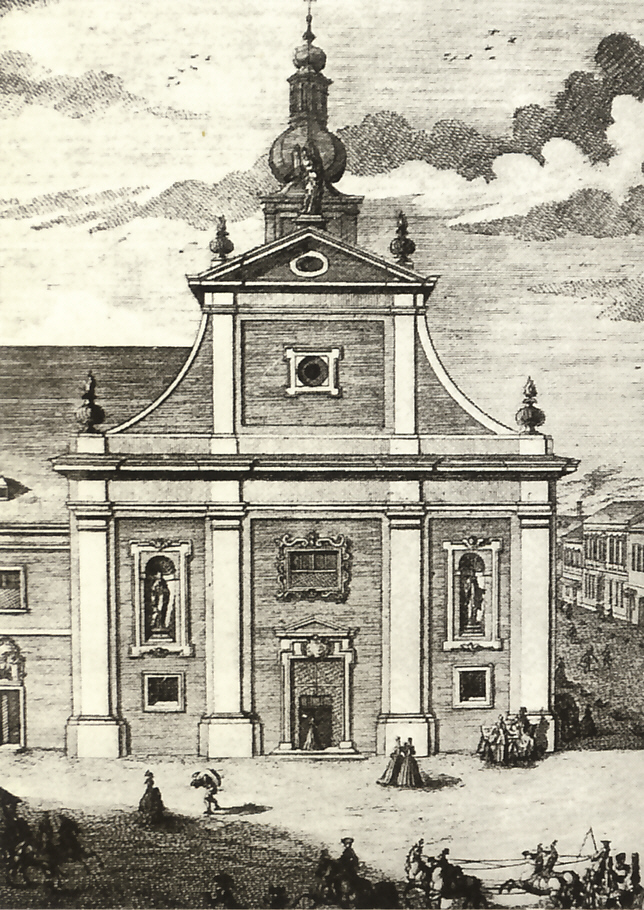
Paulanerkirche, Stich von Salomon Kleiner (1721)

Die volkstümlich Paulanerkirche genannte, im 4. Wiener Gemeindebezirk Wieden gelegene römisch-katholische Kirche zu den heiligen Schutzengeln steht am Irene-Harand-Platz bei der Abzweigung der Favoritenstraße von der Wiedner Hauptstraße. Sie gehört als Filialkirche zur Pfarre zur Frohen Botschaft im Stadtdekanat 4/5 im Vikariat Wien Stadt der Erzdiözese Wien. Die Kirche steht unter Denkmalschutz.

## Geschichte
Eine erste Kirche in Wieden wird bereits 1211 erwähnt und war dem heiligen Antonius geweiht. Sie gelangte als Schenkung in den Besitz der Ritter vom Orden vom Heiligen Geist. Während der Ersten Wiener Türkenbelagerung 1529 wurde sie vollkommen zerstört. Da der Ritterorden inzwischen aufgehört hatte zu bestehen, wurden deren Güter vom Landesfürsten dem Wiener Bistum verliehen.
Im Zuge der Gegenreformation berief Kaiser Ferdinand II. 1626 den Orden des heiligen Franz von Paola nach Wien. 1627 begann der Paulanerorden mit der Errichtung der Kirche an der Wiedner Hauptstraße, die allgemein Paulanerkirche genannt wurde. Nach ihrer Fertigstellung 1651 weihte Bischof Philipp Friedrich von Breuner die Klosterkirche den heiligen Schutzengeln. Doch schon während der Zweiten Wiener Türkenbelagerung 1683 erlitt die Kirche schwere Schäden, die bis 1686 wieder beseitigt wurden. 1717 wurde der heutige Kirchturm hinzugefügt, um 1730 die Fassade durch den Einbau der beiden Seitenportale leicht verändert. Nach der Aufhebung des Paulanerordens 1784 wurden die östlich anschließenden Klosterbauten nicht mehr benötigt und abgerissen. Ein letzter Teil davon ist noch an der Paulanergasse erhalten, in denen sich heute das Pfarramt befindet. Renovierungen fanden 1860 innen, 1907, 1957/58 und 1984 außen statt. 1963 musste aus verkehrstechnischen Gründen der Kirchenvorplatz verkleinert werden. Der 1846 an dieser Stelle errichtete Schutzengelbrunnen wurde auf den Rilkeplatz versetzt.
Seit April 2016 finden in der Paulanerkirche, neben den gewöhnlichen Pfarrgottesdiensten, die täglichen Gottesdienste der Priesterbruderschaft St. Petrus im tridentinischen Ritus statt.
Im Rahmen der laufenden Diözesanreform in der Erzdiözese Wien wurden per 1. Jänner 2017 die Pfarrgemeinden Wieden, St. Elisabeth, St. Florian, St. Thekla und St. Karl Borromäus unter dem Namen Pfarre zur Frohen Botschaft zusammen gelegt. Als Pfarrkirche wurde die Kirche St. Elisabeth bestimmt. Die Paulanerkirche ist seither als Kirche der Teilgemeinde Wieden-Paulaner eine Filialkirche der Pfarre zur Frohen Botschaft.

## Bauwerk
Architekt und Baumeister der Paulanerkirche sind nicht bekannt. Es handelt sich bei dem Bau um eine frühbarocke Klosterkirche nach italienischem Vorbild mit einer schlichten Nordfassade, die durch toskanische Pilaster gegliedert und mit einem Dreiecksgiebel bekrönt ist. In zwei Nischen stehen die qualitätvollen Statuen des heiligen Franz von Paola und des heiligen Franz von Assisi. Der Turm steht östlich des Chores und besitzt einen Zwiebelhelm. Das Kircheninnere besteht aus einem Saalraum, der dreijochig und tonnengewölbt ist. Zu beiden Seiten öffnen sich je drei Seitenkapellen. Im Norden befindet sich vom Schiff getrennt eine kreuzgratgewölbte Vorhalle mit der Orgelempore.

## Einrichtung und Ausstattung
Im Chorraum befinden sich an der Decke Wandmalereien mit der Verherrlichung der Heiligen Dreifaltigkeit und Engeln aus der Zeit um 1720–30, die Carlo Carlone zugeschrieben werden. Der Hochaltar füllt die gesamte Rückwand des Chores und wurde 1718 fertiggestellt. Er war eine Spende der Lakaien- und Hofbruderschaft Wiens. Auf dem Aufsatz des Altares sind eine Inschrift und eine mehrfigurige Figurengruppe zu sehen, an den Seiten ein Engelssturz und Schutzengel. Die Altarfiguren zeigen den heiligen Bonifatius und den heiligen Vitalis. Aus späterer Zeit stammt das Hochaltarbild mit der Darstellung der Schutzengel, es wurde 1844 von Josef von Hempel geschaffen. Davor befindet sich ein Vorsatzbild eines niederländischen Malers aus dem 16. Jahrhundert, das die Madonna mit Kind darstellt.
Der anschließende rechte Seitenaltar ist dem heiligen Franz von Sales geweiht. Es handelt sich um den ersten Altar in Wien, der ihm geweiht wurde und war eine Spende der Savoy’schen Landsmannschaft. Die kleinen Bilder stellen die Namenspatrone des Kaiserpaares dar, den heiligen Franz von Assisi für Franz Stephan von Lothringen und die heilige Teresa von Ávila für Maria Theresia.
Ihm gegenüber der linke Seitenaltar ist dem heiligen Franz von Paola geweiht. Das Altarbild stellt ein Wunder des Heiligen dar und stammt von Ignaz Bendl um 1700. Die Altarfiguren hingegen sind aus dem 19. Jahrhundert und stellen die Heiligen Stephanus, Barbara, Katharina und Laurentius dar.
Der mittlere rechte Seitenaltar ist ein Kreuzaltar, dessen Bild die Kopie eines italienischen Meisters ist. Die Altarfiguren stellen die Apostel Petrus und Paulus dar, zwei kleine Bilder den heiligen Wenzel und den heiligen Leopold. Bedeutend sind hier aber vor allem zwei ovale Bilder über den Türstürzen von Paul Troger mit den Frauen am Grabe und der heiligen Maria Magdalena vor dem Auferstandenen.
Der gegenüberliegende linke Seitenaltar stellt die Kreuzaufrichtung dar und wurde von Johann Michael Rottmayr geschaffen. Die Altarfiguren zeigen Josef von Arimathäa und Nikodemus, die zwei kleinen Bilder den heiligen Petrus und die heilige Maria Magdalena.
Der nächste rechte Seitenaltar zeigt die Anbetung der Hirten von einem unbekannten Meister sowie kleine Bilder des heiligen Josef und des heiligen Joachim in Rokokorahmen. Die Altarfiguren stellen die heilige Anna und den heiligen Josef dar.
Der gegenüberliegende linke Seitenaltar zeigt die heilige Mutter Anna, die Maria das Lesen lehrt. Zwei kleine Bilder stellen den heiligen Aloisius von Gonzaga und den heiligen Stanislaus Kostka dar. An der Wand befindet sich ein Bild von Leopold Kupelwieser mit der Immaculata.
Die Kanzel stammt von 1690. In der Verkündigungskapelle links vom Chor befindet sich ein barockes Verkündigungsbild, das aus der Kartause Gaming stammt. Rechts vom Chor liegt die Loretokapelle. Unter der Kirche liegt eine Krypta mit einer dreischiffigen Pfeilerhalle.
Die Orgel der Paulanerkirche – ein Neubau in das historische Gehäuse aus dem 18. Jhdt. – wurde 1977 von Adolf Donabaum errichtet und verfügt über 2 Manuale und Pedal mit 25 Registern.

## Sonstiges
Im Jahr 1862 wurde in der Wieden die Paulanergasse nach dem Orden bzw. dessen Kirche benannt.